# Isumi
Isumi (jap. いすみ市 Isumi-shi) ist eine kreisfreie Stadt der Präfektur Chiba im Osten von Honshū, der Hauptinsel von Japan.

## Geographie
Die Stadt liegt östlich von Tokio auf der Halbinsel Bōsō am Pazifik.

## Geschichte
Die Stadt Isumi entstand am 5. Dezember 2005 aus dem Zusammenschluss der Gemeinden Isumi (夷隅町, -machi), Misaki (岬町, -machi) und Ōhara (大原町, -machi) im Landkreis Isumi.

## Sehenswürdigkeiten
Im Ortsteil Ogiwara befindet sich der alte Tempel Gyōgan-ji und im Ortsteil Misaki der Kiyomizu-dera.

## Verkehr
- Straße:
  - Nationalstraßen 128, 465
- Zug:
  - JR Sotobō-Linie

## Städtepartnerschaften
- Duluth (Minnesota), seit 1990

## Angrenzende Städte und Gemeinden
- Katsuura